# Циммерман, Герд
Герд Ци́ммерман (нем. Gerd Zimmermann; 26 сентября 1949, Йюхен, Северный Рейн-Вестфалия — 6 апреля 2022) — западногерманский футболист, играл на позиции защитника и полузащитника.

## Биография

### Игровая карьера
Циммерман начинал карьеру в мёнхенгладбахской «Боруссии», в которой играл два сезона и в 1970 году завоевал чемпионский титул.
Затем он перешёл в кёльнскую «Фортуну», в составе которой играл четыре сезона. В 1974 году Циммерман перешёл в дюссельдорфскую «Фортуну» за рекордную в то время сумму 800 000 немецких марок. В составе «Фортуны» он играл в течение шести сезонов, закрепившись в основе клуба. Циммерман был ключевым игроком команды в составе которой выиграл 2 Кубка Германии и играл в финале Кубка обладателей кубков 1979 года, в котором «Фортуна» проиграла испанской «Барселоне» в дополнительное время со счётом 4:3. Всего за «Фортуну» сыграл в Бундеслиге 166 матчей и забил 40 голов.
В 1980 году уехал в Северную Америку, где играл за «Хьюстон Харрикейнз» и «Калгари Бумерс» и потом вернулся на родину. Завершил карьеру на родине в 1983 году в кёльнской «Фортуне».

### Смерть
Скончался 6 апреля 2022 года в возрасте 72 лет.

## Достижения
«Боруссия» (Мёнхенгладбах)
- Чемпион Германии (1) : 1969/70

«Фортуна» (Дюссельдорф)
- Обладатель Кубка Германии (2): 1978/79, 1979/80
- Финалист Кубка обладателей кубков: 1979